# Дже Кхемпо
Дже Кхемпо (дзонґ-ке རྗེ་མཁན་པོ།, Вайлі: rje mkhan-po, лат. Je Khenpo), також Дхарма Радж — вищий релігійний ієрарх Бутану, керівник спільноти ченців країни, який проводить арбітраж з питань буддійської доктрини. Дже Кхемпо відповідає за проведення релігійних обрядів та церемоній по всій країні. Він же є формальним главою південної гілки буддійської школи Друкпа Каг'ю тибетського буддизму.
У XVII столітті Шабдрунг встановив подвійну систему управління країною, в якій влада розподілялася між світським королем (Друк Десі) і духовним лідером Дже Кхемпо. Після встановлення в країні монархії в 1907 році, владу прийняв на себе король, а роль Дже Кхемпо зменшилася. Проте Дже Кхемпо залишився самим наближеним до короля радником, що володіє великою владою. При цьому, на відміну від Далай-лами або Шабдрунга, Дже Кхемпо не визначається через інкарнації і не розшукується в дитині, цю посаду займає авторитетний чернець.
67-й Дже Кхемпо, Нгаванг Тінлей Лхундуп, помер 10 червня 2005 року у віці 84 років. Він був прихильником суворого дотримання правил і обітниць та високої дисципліни в громаді. Він був розпізнаний як тулку тертона Вуґпа Лінгпа в Вангді-Пходрангу.
З 1996 року посаду 70-го Дже Кхемпо займає тулку Джігме Чхьода. Він вважається втіленням Майтреї, а також Сарахи, Хунгчена Кари, Кеучунга Лоцави і Пеми Церінга.